# Planica 7 (2024)
Planica 7 2024 – edycja turnieju Planica 7, która odbywała się w dniach 21–24 marca 2024 roku na Letalnicy w Planicy w ramach Pucharu Świata w skokach narciarskich 2023/2024. Tytułu z poprzedniego sezonu bronił Austriak, Stefan Kraft, natomiast cały cykl wygrał jego rodak Daniel Huber.

## Zwycięzca

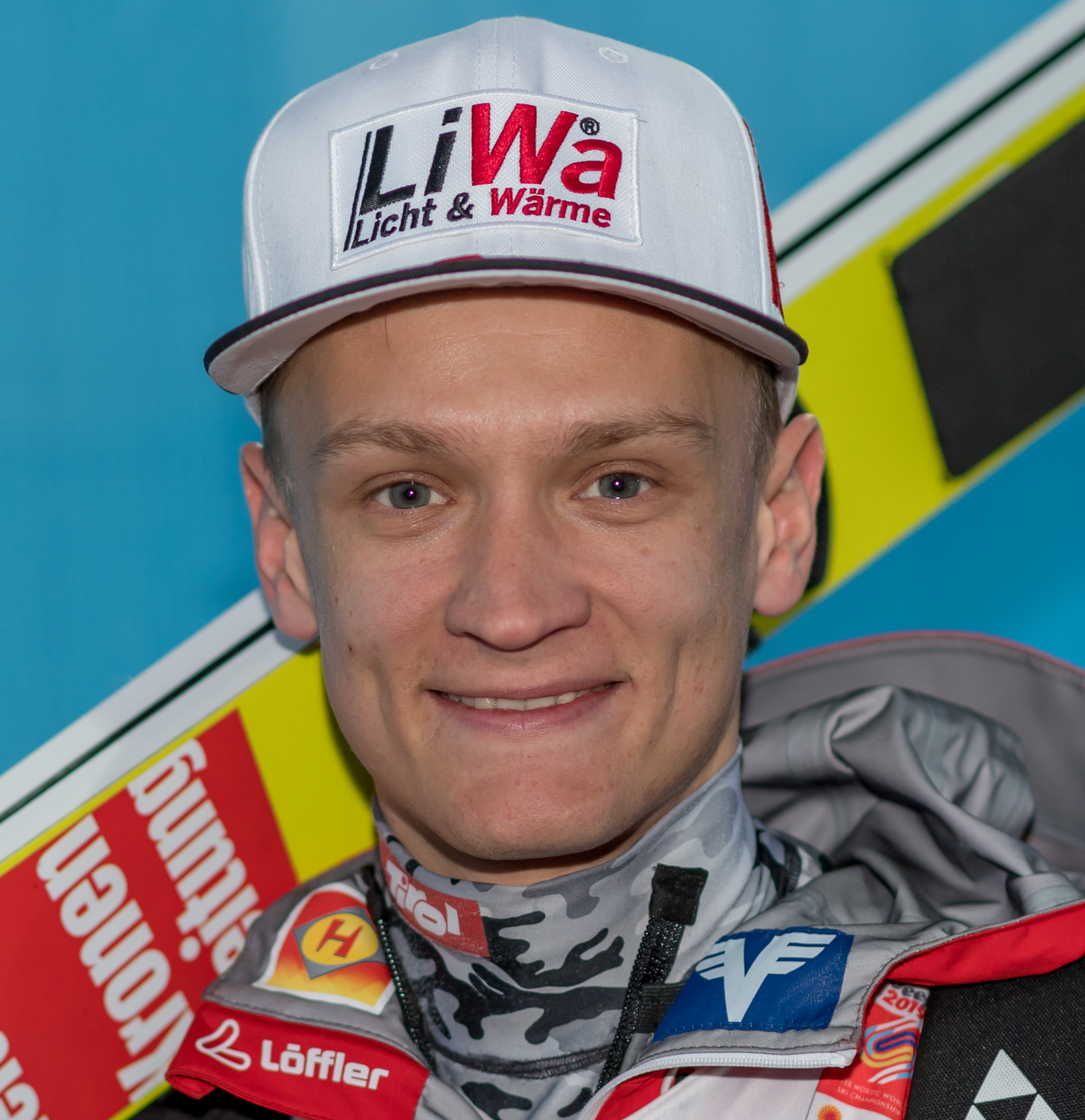
Daniel Huber

## Skocznia
W tabeli podano rekord skoczni obowiązujący przed rozpoczęciem Planica 7 2024 lub ustanowiony w trakcie jego trwania (wyróżniony wytłuszczeniem).
| Zdjęcie | Nazwa skoczni | Miejscowość | Punkt K | HS     | Rekord skoczni | Rekord skoczni  | Rekord skoczni |
| ------- | ------------- | ----------- | ------- | ------ | -------------- | --------------- | -------------- |
|         | Letalnica     | Planica     | K-200   | HS-240 | 252,0 m        | Ryōyū Kobayashi | 24.03.2019     |

## Program zawodów
Harmonogram turnieju sporządzono na podstawie materiału źródłowego:
| Dzień    | Konkurencja          | Początek (CET) | Liczba uczestników |
| -------- | -------------------- | -------------- | ------------------ |
| 21 marca | Oficjalny trening    | 8:31           | 60                 |
| 21 marca | Kwalifikacje         | 10:30          | 58                 |
| 22 marca | Seria próbna         | 14:00          | 41                 |
| 22 marca | Konkurs indywidualny | 15:00          | 41                 |
| 23 marca | Seria próbna         | 8:30           | -                  |
| 23 marca | Konkurs drużynowy    | 9:30           | -                  |
| 24 marca | Seria próbna         | 8:30           | 30                 |
| 24 marca | Konkurs indywidualny | 9:30           | 29                 |

## Podsumowanie
| Lp.                              | Data                             | Uwagi                            | 1. miejsce                                                                      | 2. miejsce                                                       | 3. miejsce                                                                                 | Lider po etapie |
| -------------------------------- | -------------------------------- | -------------------------------- | ------------------------------------------------------------------------------- | ---------------------------------------------------------------- | ------------------------------------------------------------------------------------------ | --------------- |
| 1.                               | 21 marca 2024                    | Kwal.                            | Ryōyū Kobayashi                                                                 | Piotr Żyła                                                       | Daniel Huber                                                                               | Ryōyū Kobayashi |
| 2.                               | 22 marca 2024                    | Ind.                             | Peter Prevc                                                                     | Daniel Huber                                                     | Johann André Forfang                                                                       | Daniel Huber    |
| 3.                               | 23 marca 2024                    | Druż.                            | Austria 1. Daniel Tschofenig 2. Michael Hayböck 3. Stefan Kraft 4. Daniel Huber | Słowenia 1. Lovro Kos 2. Domen Prevc 3. Timi Zajc 4. Peter Prevc | Norwegia 1. Robert Johansson 2. Benjamin Østvold 3. Marius Lindvik 4. Johann André Forfang | Daniel Huber    |
| 4.                               | 24 marca 2024                    | Ind.                             | Daniel Huber                                                                    | Domen Prevc                                                      | Aleksander Zniszczoł                                                                       | Daniel Huber    |
| Planica 7 – Klasyfikacja końcowa | Planica 7 – Klasyfikacja końcowa | Planica 7 – Klasyfikacja końcowa | Daniel Huber                                                                    | Peter Prevc                                                      | Johann André Forfang                                                                       | -               |

## Klasyfikacja generalna
Stan po zakończeniu cyklu Planica 7.
| Miejsce | Zawodnik               | Nota   |
| ------- | ---------------------- | ------ |
| 1.      | Daniel Huber           | 1374,6 |
| 2.      | Peter Prevc            | 1282,4 |
| 3.      | Johann André Forfang   | 1256,5 |
| 4.      | Stefan Kraft           | 1251,7 |
| 5.      | Ryōyū Kobayashi        | 1235,1 |
| 6.      | Aleksander Zniszczoł   | 1231,2 |
| 7.      | Daniel Tschofenig      | 1215,5 |
| 8.      | Piotr Żyła             | 1214,7 |
| 9.      | Pius Paschke           | 1207,8 |
| 10.     | Domen Prevc            | 1204,6 |
| 11.     | Marius Lindvik         | 1199,2 |
| 12.     | Lovro Kos              | 1196,8 |
| 13.     | Erik Belshaw           | 1185,9 |
| 14.     | Robert Johansson       | 1181,8 |
| 15.     | Andreas Wellinger      | 1164,9 |
| 16.     | Kamil Stoch            | 1160,8 |
| 17.     | Karl Geiger            | 1152,0 |
| 18.     | Michael Hayböck        | 1141,2 |
| 19.     | Alex Insam             | 1136,1 |
| 20.     | Junshirō Kobayashi     | 1130,2 |
| 21.     | Ren Nikaidō            | 1123,7 |
| 22.     | Benjamin Østvold       | 1104,4 |
| 23.     | Gregor Deschwanden     | 920,6  |
| 24.     | Niko Kytösaho          | 884,7  |
| 25.     | Timi Zajc              | 846,7  |
| 26.     | Stephan Leyhe          | 800,3  |
| 27.     | Dawid Kubacki          | 795,6  |
| 28.     | Anže Lanišek           | 714,2  |
| 29.     | Noriaki Kasai          | 703,7  |
| 30.     | Jewhen Marusiak        | 607,1  |
| 31.     | Manuel Fettner         | 583,4  |
| 32.     | Jan Hörl               | 567,0  |
| 33.     | Maksim Bartolj         | 563,4  |
| 34.     | Artti Aigro            | 540,0  |
| 35.     | Antti Aalto            | 444,9  |
| 36.     | Žak Mogel              | 340,6  |
| 37.     | Tate Frantz            | 338,2  |
| 38.     | Felix Hoffmann         | 327,5  |
| 39.     | Remo Imhof             | 325,8  |
| 40.     | Luca Roth              | 321,3  |
| 41.     | Valentin Foubert       | 320,8  |
| 42.     | Robin Pedersen         | 309,8  |
| 43.     | Casey Larson           | 295,4  |
| 44.     | Giovanni Bresadola     | 267,3  |
| 45.     | Francesco Cecon        | 255,1  |
| 46.     | Andrea Campregher      | 252,3  |
| 47.     | Danił Wasiljew         | 232,6  |
| 48.     | Decker Dean            | 218,1  |
| 49.     | Swiatosław Nazarienko  | 208,2  |
| 50.     | Ilja Miziernych        | 148,5  |
| 51.     | Maciej Kot             | 147,3  |
| 52.     | Žiga Jelar             | 143,9  |
| 53.     | Killian Peier          | 143,5  |
| 54.     | Witalij Kaliniczenko   | 140,7  |
| 55.     | Sindre Ulven Jørgensen | 137,3  |
| 56.     | Matija Vidic           | 136,5  |
| 57.     | Keiichi Satō           | 130,6  |
| 58.     | Eetu Nousiainen        | 114,1  |